# ツァンコヴァ
ツァンコヴァ（Cankova, ハンガリー語：Vashidegkút）は、スロベニアの基礎自治体である。